# Machaerium stipitatum
Machaerium stipitatum är en ärtväxtart som först beskrevs av Dc., och fick sitt nu gällande namn av Julius Rudolph Theodor Vogel. Machaerium stipitatum ingår i släktet Machaerium och familjen ärtväxter. Inga underarter finns listade i Catalogue of Life.